# Lucian Freud
Lucian Freud, (n. 8 decembrie 1922, Berlin - d. 20 iulie 2011, Londra) a fost un pictor și grafician englez, originar din Germania. Nepot al celebrului psihanalist Sigmund Freud, a emigrat cu familia în anul 1933 în Anglia, refugiindu-se din fața terorii naziste. Și-a descoperit repede vocația artistică, astfel încât educația pe care a primit-o a stat sub semnul artei. A inițiat și susținut renașterea picturii figurative, care după cel de-al Doilea Război Mondial a irupt ca principală direcție artistică, cunoscută sub numele de Școala Londoneză. Împreună cu Francis Bacon și Frank Auerbach a susținut revenirea personajelor în compoziție și  a revoluționat portretul contemporan, sustrăgându-se oricăror prejudecăți și falsului puritanism. Și-a conturat o estetică proprie cu perseverență și fermitate.

## Viața și opera
Lucian Freud s-a născut într-o familie de evrei austrieci care pe drept cuvânt poate fi considerată ca făcând parte din aristocrația intelectuală a Europei. Bunicul lui- Sigmund Freud, creatorul psihanalizei- a fost unul din cei mai străluciți oameni de știință ai secolului al XX-lea. Familia Freud s-a mutat din Moravia la Viena, pe la jumătatea secolului al XIX-lea. Ernst Freud, ultimul fiu al lui Sigmund Freud,  a studiat arhitectura și s-a stabilit la Berlin, unde Lucian Freud a venit pe lume la 8 decembrie 1922. Pentru studiile secundare s-a înscris la gimnaziul francez din Berlin, unde s-a servit cu egală îndemânare atât de peniță, cât și de pensulă. În Germania a început însă să se facă simțită amenințarea național-socialismului.
Familia Freud a fost din ce în ce mai neliniștită și în 1933 a părăsit Germania, stabilindu-se la Londra.

### În Anglia
Când a ajuns în Anglia, Lucian Freud avea aproape unsprezece ani. S-a înscris la școala Darlington Hall din Devon, o instituție cu vederi foarte progresiste, dar Lucian a fost dezamăgit de profesorul său de desen. În anul 1938, Ernst Freud a prezentat sculptura fiului său, un cal cu trei picioare pe un fundament de calcar, la Central School of Art and Crafts din Londra, și adolescentul a fost imediat primit la studii. Pictura a pus din ce în ce mai mult stăpânire pe el. Începând din 1939, a frecventat East Anglian School of Painting and Drawing din Dedham, condusă de pictorul Cedric Morris.
În anul 1936 a avut loc la Londra o mare expoziție retrospectivă consacrată suprarealismului. Cu acest prilej, Lucian Freud a avut ocazia să cunoască operele lui Hans Arp, Joan Miró și Giorgio De Chirico. Influența lui De Chirico transpare în compoziția The Painter's Room ("Camera pictorului", 1943), dar suprarealismul nu l-a atras.

### Călătorii de studiu
După terminarea războiului artistul s-a hotărât să întreprindă o călătorie de studii. În anul 1946 a ajuns în Grecia, unde  a creat naturi moarte miniaturale. După câteva luni a plecat la Paris, însoțit de Kathleen Garman,fiica sculptorului Jacob Epstein, cunoscută sub numele de Kitty, cu care s-a căsătorit. Kitty a devenit ulterior modelul preferat al artistului, în a cărui creație portretul începe să ocupe un loc din ce în ce mai privilegiat.
După ce s-a întors în Anglia, în 1948, a predat timp de 10 ani la Slade School of Art.
În afara artei franceze, Freud și-a găsit inspirația în pictura germană și în cea flamandă. A plecat la Colmar pentru a vedea Altarul din Isenheim al lui Matthias Grünewald și la Haarlem pentru a admira operele lui Frans Hals. Împreună cu pictorii londonezi Francis Bacon, Frank Auerbach, Leon Kossof și Michael Andrews a discutat despre problemele artei și literaturii și au lucrat, pozându-și unii altora. Grație galeristei Helen Lessore, acești artiști au reușit să-și expună operele, începând din anul 1952, la Beaux-Art Gallery. În anul 1951, la Festival of Britain, a fost premiat cu Arts Council Prize. În anul 1954, Lucian Freud împreună cu Francis Bacon și Ben Nicholson a reprezentat Marea Britanie la Bienala de la Veneția.

### Galeria de portrete
Cea mai importantă parte a creației lui Freud o reprezintă portretele. Marele număr de portrete ale lui Kitty dovedesc influența creației lui Ingres. Freud reliefează ochii și fața, făcând personajele mai autentice și mai puternice decât sunt în realitate. Freud prezintă tot mai des și personaje feminine și masculine goale, lipsite de orice conotație socială, îndepărtându-se de nudul idealizat care fusese prețuit în pictura tradițională. Tablourile sunt la fel de provocatoare precum a fost la vremea lui Începutul lumii (1866) al lui Gustave Courbet.
Freud a fost foarte atașat de atelierul lui din cartierul londonez Paddington. Creația sa  a început să fie cu adevărat apreciată abia în anii '80. În 1981, pictorului i s-a decernat titlul de Commander of the Order of the British Empire, iar în 1983 titlul de Companion of Honour. În 1997  a primit Premiul Rubens (Rubenspreis) din partea orașului Siegen. Între 1987-1988 a fost organizată o mare expoziție retrospectivă a artistului la "Hirshhorn Museum" din Washington, precum și la Musée National d'Art Moderne din Paris. În anii '90 au urmat expoziții succesive la Londra, New York și Madrid.

### Urmașii londonezi
Lucian Freud nu este ușor de încadrat în categorii istorice, dar a avut o influență asupra altor pictori. Operele lui Freud se găsesc în mare măsură în colecții particulare și de aceea creația artistului continuă să fie puțin cunoscută. Fără îndoială, fiind reprezentantul central al „Școlii Londoneze”, și-a exercitat influența asupra mai multor colegi de generație, mai ales asupra lui Frank Auerbach și Michael Andrews. În timpurile mai apropiate a apărut un alt grup de pictori londonezi, care a elaborat un tip de pictură figurativă înrudită cu creația lui Freud, cum ar fi operele lui Tony Bevan (n. 1951).

## Viața particulară
Lucian Freud a fost căsătorit de două ori: prima soție a fost Kitty Epstein, fiica sculptorului Jacob Epstein, cu care s-a căsătorit în 1948, iar a doua soția a fost Lady Caroline Blackwood, fiica Marchizei de Dufferin și Ava, de care a divorțat în 1957 sau 1958. Cu prima soție a avut două fiice, dar se crede că mai are vreo 40 de copii cu alte femei.